# رابرت جی. بولکلی
رابرت جی. بولکلی (به انگلیسی: Robert J. Bulkley) سناتور سابق عضو حزب دموکرات ایالات متحده آمریکا بود. وی در سال ۱۹۳۰ تا ۱۹۳۹ میلادی سناتور ایالت اوهایو در سنای ایالات متحده آمریکا بود.